# Aplonis opaca
Aplonis opaca là một loài chim trong họ Sturnidae.